# Jungapeo de Juárez
Jungapeo de Juárez es una localidad al este del estado de Michoacán, cabecera del municipio de Jungapeo.

## Toponimia
El nombre Jungapeo proviene del vocablo chichimeca Xungapeo, que se traduce como ‘lugar amarillo’.

## Geografía y economía
Se encuentra aproximadamente en la ubicación 19°29′32″N 100°29′35″O / 19.49222, -100.49306, a una altitud de 1463 m s. n. m.
Según la clasificación climática de Köppen el clima de Jungapeo corresponde a la categoría Cwb, (templado subhúmedo de montaña con invierno seco y verano suave).
En cercanías de Jungapeo de Juárez existen algunas fuentes naturales de agua termal que resultan un atractivo para el turismo.
Las principales actividades económicas de la localidad son la agricultura y la fruticultura.

## Demografía
Según el censo realizado en 2020, cuenta con 5011 habitantes, lo que representa un decrecimiento promedio de -0.40 % anual en el período 2010-2020 sobre la base de los 5211 habitantes registrados en el censo anterior. Ocupa una superficie de 1.977 km², lo que determina al año 2020 una densidad de 2535 hab/km². El 48.8 % (2445 personas) son hombres y el 51.2 % (2566 personas) son mujeres.
En el año 2010, Jungapeo de Juárez estaba clasificada como una localidad de grado bajo de vulnerabilidad social, aunque persistían deficiencias de acceso a la educación (1837 personas con educación básica incompleta) y a la salud (2658 personas sin derecho a la servicios de salud).
La población de Jungapeo de Juárez está mayoritariamente alfabetizada (5.19 % de personas mayores de 15 años analfabetas al año 2020) con un grado de escolarización en torno de los 8.5 años. Solo el 0.10 % de la población se reconoce como indígena.